# Sam Webster
Sam Michael Webster (Auckland, 16 de julio de 1991) es un deportista neozelandés que compite en ciclismo en la modalidad de pista, especialista en las pruebas de velocidad.
Participó en los Juegos Olímpicos de Río de Janeiro 2016, obteniendo una medalla de plata en la prueba de velocidad por equipos (haciendo equipo con Ethan Mitchell y Edward Dawkins) y el séptimo lugar en keirin.
Ganó 6 medallas en el Campeonato Mundial de Ciclismo en Pista entre los años 2012 y 2017.

## Medallero internacional
| Juegos Olímpicos   | Juegos Olímpicos        | Juegos Olímpicos  | Juegos Olímpicos      |
| Año                | Lugar                   | Medalla           | Competición           |
| ------------------ | ----------------------- | ----------------- | --------------------- |
| 2016               | Río de Janeiro (Brasil) | Medalla de plata  | Velocidad por equipos |
| Campeonato Mundial |                         |                   |                       |
| Año                | Lugar                   | Medalla           | Competición           |
| 2012               | Melbourne (Australia)   | Medalla de bronce | Velocidad por equipos |
| 2013               | Minsk (Bielorrusia)     | Medalla de plata  | Velocidad por equipos |
| 2014               | Cali (Colombia)         | Medalla de oro    | Velocidad por equipos |
| 2015               | Saint-Quentin (Francia) | Medalla de plata  | Velocidad por equipos |
| 2016               | Londres (Reino Unido)   | Medalla de oro    | Velocidad por equipos |
| 2017               | Hong Kong (China)       | Medalla de oro    | Velocidad por equipos |